# Gliese 667 Cd
Gliese 667 Cd es un exoplaneta supertierra que orbita la estrella Gliese 667 C a 23,6 años luz, la cual forma parte de un sistema triple de estrellas llamado Gliese 667. Posee una masa aproximada de entre 5 y 6 veces la masa de la Tierra, y un radio del doble asumiendo que fuera rocoso. Se trata de un planeta helado con una media de -67 °C asumiendo una atmósfera como en la Tierra, estando fuera de la zona de habitabilidad de su estrella, con un índice de similitud con la tierra del 46,8 %. Se ha sugerido que Gliese 667C d podría tener océanos bajo una gran capa de hielo.
Gliese 667C d fue descubierto en el 2012, y confirmada su existencia en el 2013.